# Melanelixia
Melanelixia O. Blanco, A. Crespo, Divakar, Essl., D. Hawksw. & Lumbsch (przylepnik) – rodzaj grzybów z rodziny tarczownicowatych (Parmeliaceae). Ze względu na współżycie z glonami zaliczany jest do porostów. W Polsce występuje jeden gatunek.

## Systematyka i nazewnictwo
Pozycja w klasyfikacji według Index Fungorum: Parmeliaceae, Lecanorales, Lecanoromycetidae, Lecanoromycetes, Pezizomycotina, Ascomycota, Fungi.
Nazwa polska według Krytycznej listy porostów i grzybów naporostowych Polski (checklist).

## Gatunki
- Melanelixia albertana (Ahti) O. Blanco, A. Crespo, Divakar, Essl., D. Hawksw. & Lumbsch 2004
- Melanelixia californica A. Crespo & Divakar 2010[3]
- Melanelixia calva (Essl.) A. Crespo, Divakar & Elix 2010[3]
- Melanelixia fuliginosa (Fr. ex Duby) O. Blanco, A. Crespo, Divakar, Essl., D. Hawksw. & Lumbsch 2004 – przylepnik okopcony, przylepka okopcona
- Melanelixia glabratula (Lamy) Sandler & Arup 2011[3]
- Melanelixia glabratuloides (Essl.) A. Crespo, Divakar & Elix 2010[3]
- Melanelixia glabroides (Essl.) O. Blanco, A. Crespo, Divakar, Essl., D. Hawksw. & Lumbsch 2004
- Melanelixia huei (Asahina) O. Blanco, A. Crespo, Divakar, Essl., D. Hawksw. & Lumbsch 2004
- Melanelixia piliferella (Essl.) A. Crespo, Divakar & Elix 2010[3]
- Melanelixia subglabra (Räsänen) A. Crespo, Divakar & Elix 2010[3]
- Melanelixia subargentifera (Nyl.) Essl. 1978 – przylepnik brodawkowaty
- Melanelixia subvillosella H.Y. Wang & J.C. Wei 2008[3]
- Melanelixia villosella (Essl.) O. Blanco, A. Crespo, Divakar, Essl., D. Hawksw. & Lumbsch 2004

Nazwy naukowe na podstawie Index Fungorum. Nazwy polskie według W. Fałtynowicza